# 池ノ内湖
池ノ内湖（いけのうちこ）は、佐賀県武雄市永島にあるため池である。2010年（平成22年）3月25日に農林水産省のため池百選に選定された。

## 概要
池ノ内湖は、1625年（寛永2年）に武雄領内の耕地3.1haの灌漑用水として築造された小池であり、また鍋島藩武雄領主の猟場でもあった。1808年（文化5年）新田開発に伴って堤の嵩上げ工事が行われ、また、戦後も食糧増産や旱魃による用水確保のために数度の嵩上げや改修が行われ、武雄地域で最大の貯水量を持つため池で、一級河川六角川の農地156haの水田・畑の灌漑を担っている。

## 周辺
湖畔には「武雄温泉保養村」として佐賀県立宇宙科学館や武雄温泉ハイツ、武雄温泉ユースホステル、保養センター、ペンション等の宿泊施設や休憩施設サイクリングターミナルがある。池ノ内湖の展望台へ向かうスカイバスのぼるくんがあったが2014年9月に休止。老朽化が進んでおりそのまま廃止となった。
- 武雄温泉保養村のスロープカー「SKYBUSのぼるくん」の乗車設備跡

## 自然保護活動
地元農業者を中心に湖畔の各施設、地元高校、保育園、水環境団体や行政が参加して総合的な湖畔及び池の環境の管理が行われており、特に武雄高等学校科学部による多様な生物の保全を目標とした魚類相変化の調査や特定外来生物の排除活動は、全国的に高い評価を得ている。

## アクセス
- JR九州佐世保線武雄温泉駅
- 佐賀県道330号武雄塩田線保養村入口